# امانوئل اسکروپ هاو
امانوئل اسکروپ هاو (انگلیسی: Emanuel Scrope Howe; ۱ ژانویهٔ ۱۶۶۳ – ۲۶ سپتامبر ۱۷۰۹) نظامی و سیاستمدار اهل پادشاهی بریتانیای کبیر بود.